# 中央清掃工場

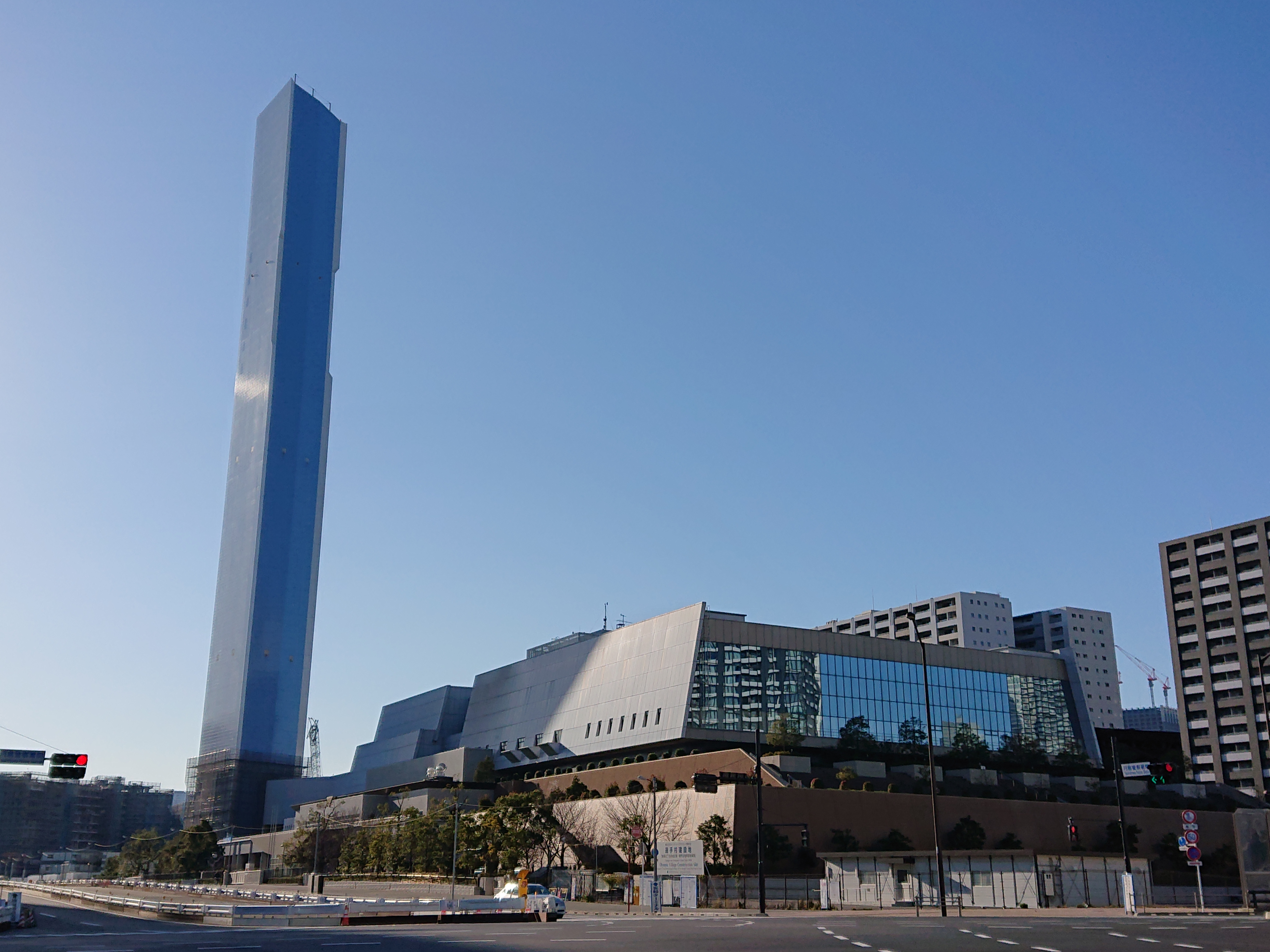
中央清掃工場　外観

中央清掃工場（ちゅうおうせいそうこうじょう）は、東京都中央区晴海5-2-1にある清掃工場である。

## 概要
晴海1丁目地区の再開発計画に伴い、東京国際見本市会場の跡地に建設された。1998年（平成10年）に着工し、2001年（平成13年）7月に竣工している。建設費は294億円。
焼却能力は600トン/日。工場の余熱を隣接する区立ほっとプラザはるみに給熱している。
煙突は周囲の景観と調和させるためにビルディング様の外観デザインとされており、周辺環境への配慮から非常に高いものとなっている。煙突長は177.5メートルであり、これは豊島区上池袋にある豊島清掃工場に次ぎ東京都で2番目に高い工場煙突である。
毎月第2土曜日に一般の見学会を実施している。周辺には、2020年東京オリンピック選手村（HARUMI FLAG）が建設された。